# Alfred Dunkel
Alfred Dunkel (* 18. August 1901 in Altona; † 13. September 1988 in Hamburg) war ein deutscher Maler und Gebrauchsgrafiker.

## Leben und Wirken
Alfred Dunkel war der Sohn des Tischlers Otto Dunkel. Er wuchs in Barmbek auf und erhielt eine sechswöchige Ausbildung bei Hugo Meier-Thur und Arthur Siebelist an der Hamburger Kunstgewerbeschule. Auf Drängen seines Vaters begann er 1916 eine Ausbildung als Kunstschlosser. Ein Jahr später beendete er die Ausbildung und fuhr zur See, wobei er in Skandinavien und Holland illegal als Kurier für die Kommunisten diente. Nach der Rückkehr in seine Geburtsstadt arbeitete Dunkel ab 1919 als Gebrauchsgrafiker. Die hierfür notwendigen Fähigkeiten hatte er sich selbst beigebracht. Dunkel erhielt Aufträge von linken Parteien, für die er Bildplakate, Handzettel, Köpfe von Zeitungen sowie Transparente anfertigte. Die erstellten Figuren erinnerten um 1920 stark an Käthe Kollwitz, erschienen später jedoch kantiger. Dunkel arbeitete gelegentlich als Anstreicher, war jedoch oftmals arbeitslos.
Seit 1926 war Dunkel SPD-Mitglied. Er wechselte 1930 zur KPD, wurde jedoch nie Mitglied der Assoziation revolutionärer bildender Künstler. Nach der Machtergreifung inhaftierten die Nationalsozialisten Dunkel von Mai bis August 1933. Nach der Haftentlassung lebte Dunkel bis Ende 1935 in einem Stall in der Lützowstraße. Er führte ein Leben im Untergrund und arbeitete schwarz als Anstreicher. Er gehörte nicht der Reichskammer der bildenden Künste an und konnte daher seinem Beruf als Grafiker nicht ausüben. Franz Jacob, den der Grafiker bei illegalen Versammlungen der KPD traf, gab bei Dunkel einzelne Ausgaben der Hamburger Volkszeitung sowie Flugblätter in Auftrag. Seit dem Ausschluss aus der KPD war Dunkel Mitglied der trotzkistischen Zelle.
Am 16. November 1935 nahmen die Nationalsozialisten Alfred Dunkel erneut fest. Das Oberlandesgericht Hamburg verhängte eine dreijährige Haftstrafe aufgrund von „Vorbereitung zum Hochverrat“. Dunkel verbrachte die Haftzeit im Polizeigefängnis Fuhlsbüttel, in Bremen-Oslebshausen und im Polizeigefängnis Berlin-Alexanderplatz. Am 24. Dezember 1938 nahmen die Nationalsozialisten Dunkel in Schutzhaft und überführten ihn in das KZ Sachsenhausen. Hier verbrachte er sechs Jahre und konnte überleben, da er geduldig, vorsichtig und bescheiden agierte. 
Im KZ Sachsenhausen wurde Dunkel Vorarbeiter des Kfz-Depots Wald, das zeitweise 1250 inhaftierte Personen umfasste. Dunkel engagierte sich insbesondere für norwegische Mitgefangene, die dem Widerstand angehörten, darunter Einar Gerhardsen und Halvard Lange. Dunkel galt daher als „Vater der Norweger“. Während der Haftzeit erstellte Dunkel mehr als 100 kleinformatige Zeichnungen und Aquarelle. Das dafür notwendige Papier erhielt er von Angehörigen norwegischer KZ-Insassen. Dunkel malte Häftlinge, die arbeiteten oder in Mülltonnen nach Nahrung suchten. Zudem zeichnete er die Wünsche, Träume und Gedanken der Mitgefangenen, aber auch Weltanschauliches. Ein befreundeter Wachmann der SS bewahrte die Zeichnungen in seinem Spind auf. Norwegische KZ-Insassen nahmen die Bilder nach ihrer Entlassung aus dem KZ mit. Dunkel erstellte im Auftrag der SS Geschenke und Zeichnungen, wobei er im „graphischen Block“ Hans Grundig kennenlernte.
1944 teilten die Nationalsozialisten Dunkel dem 3. Strafbataillon der SS-Sondereinheit Dirlewanger zu. Dunkel leistete Kriegsdienst als Fahrer in der Tschechoslowakei und Jugoslawien, musste jedoch keine Waffen einsetzen. Weihnachten 1944 desertierte Dunkel. Die Rote Armee inhaftierte ihn bis zum 10. September 1945 in einem Lager in Stalino. Der gesundheitlich geschädigte Dunkel war bei Haftentlassung auf Krücken angewiesen.
Nach Ende des Zweiten Weltkriegs arbeitete Dunkel freiberuflich in Hamburg. Zudem beteiligte er sich an der Arbeit der Vereinigung der Verfolgten des Naziregimes. Dunkel versuchte, die Eindrücke aus der Haftzeit mittels Federzeichnungen aufzuarbeiten. Die Werke waren hart plakativ, überzogen und ähnelten nahezu Karikaturen. 1946 stellte die Galerie Der Weg die Zeichnungen in Blankenese aus. Dunkel plante, eine Mappe mit Holzschnitten zu erstellen. Das Werk sollte Was ihr nicht wußtet heißen und die gewonnenen Eindrücke auf einer allgemeinen menschlichen Ebene beschreiben. Da Dunkel während der Ausstellung keine Käufer für die Bilder finden konnte, verschenkte er die Gemälde und erstellte die Holzschnitte nicht.
Bis 1953 erstellte Dunkel für die Welt am Sonntag als Freiberufler politische Karikaturen. 1955 vermittelte der ehemalige Mithäftling Sigurd Mortensen Aufträge des Arbeiterbladets aus Oslo. Bis 1956 zeichnete Dunkel auch für Die Welt, das Hamburger Abendblatt und die Sozialistischen Hefte. Anschließend erstellte keine weiteren politischen Karikaturen. Neben den Auftragsarbeiten erstellte Dunkel ohne fachliche Anleitung abstrakte Bilder von Figuren, Arbeitern, Landschaften und Seen. 
Dunkel, der 1956 ehemalige Mithäftlinge in Norwegen traf, gehörte von 1955 bis 1957 der SPD an, geriet jedoch immer wieder in Konflikt mit den Parteiinteressen. In den 1960er Jahren gehörte er der Sozialistischen Korrespondenz  an, die sich linksoppositionell zur SPD positionierte. Ab 1967 erhielt Dunkel eine Wiedergutmachungsrente und geringe Altersbezüge aus Norwegen. 1981 ehrte der Bund deutscher Grafiker Alfred Dunkel, der 1983 nahezu vollständig erblindete. Dunkel verschenkte seine noch vorhandenen Gemälde und verbrachte die folgenden Jahre in Groß Borstel, wo er nach längerer Leidenszeit 1988 in einem Pflegeheim verstarb.
Alfred Dunkel hatte 1932 in erster Ehe Hanni Möhlenbrink geheiratet. Das Paar hatte eine gemeinsame Tochter namens Ingeborg, die aufgrund eines Impffehlers geistig behindert war. 1948 heiratete er in zweiter Ehe Anna Alpen. Über seine Frau, die Kommunistin war, schloss er Freundschaften mit Magnus Zeller und Hans Müller-Dünnwald, die ebenfalls malten.
Die Gemälde Dunkels sind im Museum für Hamburgische Geschichte, der KZ-Gedenkstätte Neuengamme und im Deutschen Historischen Museum zu sehen. Die während der Haftzeit angefertigten Zeichnungen sind in norwegischem Privatbesitz.